# San Marcos kommun, Guerrero
San Marcos är en kommun i Mexiko.   Den ligger i delstaten Guerrero, i den södra delen av landet, 300 km söder om huvudstaden Mexico City. Antalet invånare är 48 501. Arean är 961 kvadratkilometer.
Terrängen i San Marcos är kuperad åt nordost, men åt sydväst är den platt.
Följande samhällen finns i San Marcos:
- San Marcos
- Las Vigas
- Llano Grande
- Llano de la Puerta
- Rancho Viejo
- El Tamarindo
- Santa Elena de la Villa
- El Cocoyult
- Alto de Ventura
- Tecomate Pesquería
- Bella Vista Papagayo
- Tecomate Nanchal
- Arroyo de Limón
- Colonia el Cuco
- Piedra Parada
- San José Guatemala
- Las Lomitas de Nexpa
- El Guayabo
- Nuevo Tecomulapa
- El Cuco
- San Juan Grande
- Moctezuma
- Palomar de las Flores
- Tamarindillo
- Vista Alegre
- Las Lomitas de Papagayo
- Barranca Prieta
- Barranquilla
- La Estancia
- Las Ramaditas
- Buena Vista del Sur
- La Arena
- Santo Domingo
- El Cerro Pesquería
- El Carmen
- Plan Grande
- Chamizal
- El Papayo